# 7777 Consadole
7777 Consadole este un asteroid din centura principală de asteroizi.

## Descriere
7777 Consadole este un asteroid din centura principală de asteroizi. A fost descoperit pe 15 februarie 1993 la Kushiro de Seiji Ueda și Hiroshi Kaneda. Asteroidul prezintă o orbită caracterizată de o semiaxă mare de 2,32 ua, o excentricitate de 0,10 și o înclinație de 4,0° în raport cu ecliptica.